# Pica (rod)
Straka (Pica) je rod ptáků z čeledi krkavcovití (Corvidae).

## Systém
Seznam dosud žijících druhů:
- Straka americká – Pica hudsonia
- Straka obecná – Pica pica
- Straka žlutozobá – Pica nuttalli